# 富多村
富多村（とみたむら）は埼玉県の東部、北葛飾郡に属していた村。

## 地理
- 河川：江戸川、庄内古川（中川）

## 歴史
- 1889年（明治22年）4月1日 町村制施行により、神間村、上吉妻村、下吉妻村、小平村、椚村、立野村、榎村が合併し中葛飾郡富多村が成立する。富多村役場は春日部市立（旧庄和町立）富多小学校の敷地に置いた。
- 1896年（明治29年）3月29日 中葛飾郡と北葛飾郡が統合し北葛飾郡となる。
- 1954年（昭和29年）7月1日 北葛飾郡宝珠花村、南桜井村、川辺村と合併し庄和村を新設する。
- 1960年（昭和35年）11月3日 庄和村が北葛飾郡杉戸町の一部（木崎、芦橋、倉常）を編入する。
- 1964年（昭和39年）4月1日 庄和村が町制施行し庄和町となる。
- 2005年（平成17年）10月1日 庄和町が春日部市と合併し春日部市を新設する。

## 備考
明治22年以前の地名は以下の通り
- 上吉妻村（砂島、郷台、大湖、根橋、根水）
- 下吉妻村（茨台、中谷、丸井下、大湖）
- 小平村（深川、川妻、十五町、丸山、七回り）
- 神間村（町田、木塚、神間沼、小沼、和田沼、八町、原田）
- 榎村（古川通、新田、左農良通、川敷通、中通、流作場）
- 立野村（大島通、相野谷通、運上野新田、卯高入新田、立野開墾、下部通、古川通、流作場）
- 椚村（北、上中通、下中通、石神、川敷、下久保、中久保、上久保）